# Тыргу-Бужор
Тыргу-Бужор (рум. Târgu Bujor) — город в Румынии в составе жудеца Галац.

## История
В 1844 году селение получило право на организацию ярмарки.
В 1968 году селение получило статус города.

## Известные уроженцы
- Еремия Григореску (1863—1919) — генерал-лейтенант, участник Первой мировой войны, военный министр Румынии.